# David Novák (zemědělec)
David Novák (* 9. dubna 1966 Pardubice) je český soukromý zemědělec a politik, v letech 1998 až 2002 zastupitel obce Uhersko na Pardubicku, člen ODS.

## Život
Vystudoval základní školu a gymnázium v Pardubicích a následně Vysokou školu zemědělskou v Praze (promoval v roce 1988 a získal titul Ing.). Ještě v roce 1988 získal studijní pobyt a zároveň i místo odborného asistenta na téže škole.
V roce 1991 se přestěhoval se svojí rodinou z Prahy do Chocně, odkud postupně vyřizoval restituci rodinného majetku v obci Uhersko a v Pardubicích. V roce 1992 převzal v restituci rodinný (komunisty poničený) zemědělský statek v Uhersku a začal na něm s manželkou Jarmilou hospodařit. Zemědělský statek je zaměřen rostlinnou i živočišnou výrobu (obilí, krmivo pro dobytek, produkce mléka, hovězího a vepřevého masa, ale také výroba peletek), zároveň však také na zpracování do konečného výrobku (z potravinářství se soustředí na pekárenství a zpracování masa). Provozuje obchody pod značkou Obilka a Český sedlák, zaměstnává téměř 30 lidí z blízkého okolí.
Od 90. let 20. století se věnuje také zakládání a tvorbě odbytových organizací zemědělců v oblasti mléka a rostlinných komodit. Je předsedou Družstva Agroodbyt ČR, členem Odbytového hospodářského družstva v Pardubicích a členem Agrární komory ČR. Deset let předsedal mlékařskému odbytovému družstvu ve východních Čechách.
David Novák žije v obci Uhersko na Pardubicku. Je ženatý, s manželkou Jarmilou mají dvě dospělé dcery. Je pravicového politického smýšlení a křtěný evangelík.

## Politické působení
V komunálních volbách v roce 1998 byl jako nezávislý zvolen zastupitelem obce Uhersko na Pardubicku. V roce 1998 zároveň vstoupil do ODS. V dalších komunálních volbách už nekandidoval.
Ve volbách do Poslanecké sněmovny PČR v roce 2013 kandidoval za ODS v Pardubickém kraji, ale neuspěl. Ve volbách do Senátu PČR v roce 2016 kandidoval za ODS v obvodu č. 43 – Pardubice. Se ziskem 10,53 % hlasů skončil na 4. místě a do druhého kola nepostoupil.